# Hermann Blei
Hermann Blei (* 14. Mai 1929 in Mährisch Schönberg; † 6. August 1999 in Berlin) war ein deutscher Strafrechtswissenschaftler.

## Leben und Wirken
Hermann Blei war Student der Rechte in Bamberg und Erlangen. Dort wurde er 1956 mit einer Arbeit über Tatbestandsbegriff des § 59 StGB und den Irrtum über einen Rechtfertigungsgrund promoviert. Später gehörte er in der Universität München zu dem Assistentenkreis um Reinhart Maurach. Seinem akademischen Lehrer Edmund Mezger widmete er im Jahre 1954 einen Aufsatz in der NJW zum strafrechtlichen Gewaltbegriff, der noch die Entscheidung des Bundesverfassungsgerichts zur Straffreiheit von Sitzblockaden beeinflussen sollte.
Im Alter von nur 29 Jahren wurde Blei Dozent an der Universität Lausanne. Unmittelbar nach seiner Habilitation wurde er 1961 Ordinarius für Strafrecht und Strafprozeßrecht an der Freien Universität Berlin, wo er bis zu seiner Emeritierung blieb.

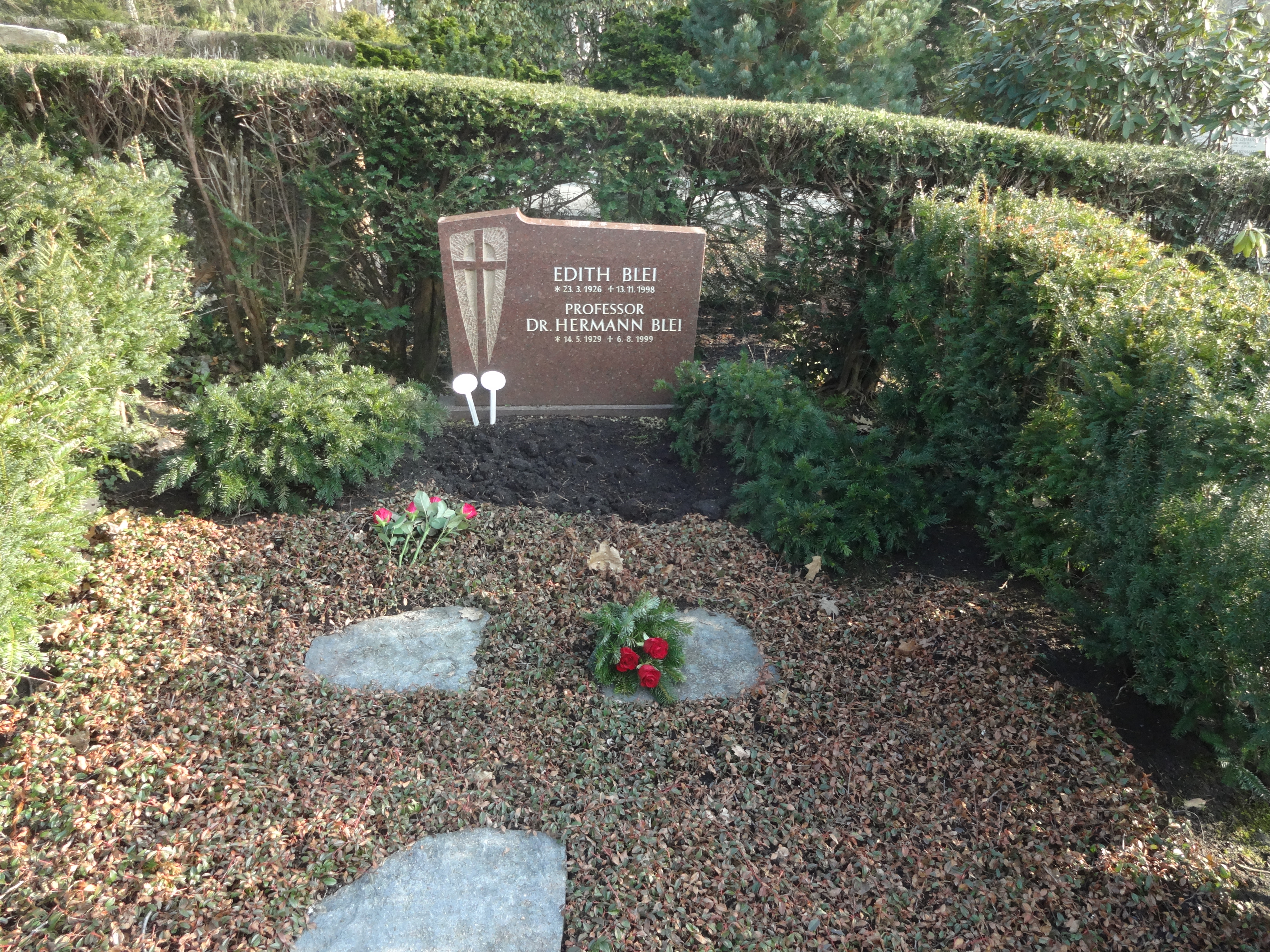
Grab von Hermann Blei auf dem Friedhof Zehlendorf

Von Mezger übernahm Blei auch die Autorschaft der beiden Beck’schen Kurzlehrbücher zum Allgemeinen und Besonderen Teil des Strafrechts, die er bis 1983 betreute, als sie in 18. bzw. 12. Auflage erschienen. Neben diesen Büchern verfasste Blei Werke zum Allgemeinen und Besonderen Teil des Strafrechts aus der Reihe Prüfe Dein Wissen. Die von Blei darin verwandten Namen und Fallgestaltungen wurden bereits zu Lebzeiten des Autors wegen der frauenfeindlichen Gestaltung im juristischen Schrifttum kritisiert.
1968 hat er mit Dieter Henrich und Roman Herzog auch die Juristischen Arbeitsblätter (JA) gegründet und war einige Jahre lang Mitherausgeber. Daneben trat Blei durch eine Reihe von herausragenden Beiträgen und Aufsätzen hervor.
Blei war 1979 Gründungsmitglied der Sudetendeutschen Akademie der Wissenschaften und Künste.
Hermann Blei starb 1999 im Alter von 70 Jahren in Berlin. Sein Grab befindet sich auf dem Friedhof Zehlendorf. (Feld 008-120)